# Jasmine Jaspers
Jasmine Jaspers (18 september 1988) is een Belgische musical-, theater- en stemactrice.
Jaspers studeerde woordkunst drama aan het Lemmensinstituut in Leuven. Na die opleiding volgde ze een voorbereidend jaar musical aan de!Kunsthumaniora in Antwerpen. Ze vervolgde haar studies aan de Fontys Hogeschool in Tilburg waar ze muziektheater studeerde.
Jaspers was te zien in tal van musicals waaronder '14-'18, Mamma Mia en verschillende sprookjesmusicals zoals Rapunzel, Doornroosje, Assepoester, ... Hierin vertolkte ze samen met Laurenz Hoorelbeke steeds het komische duo. 
In 2019 was ze voor het eerst te zien in een stuk van de Sven de Ridder Company waar ze sindsdien een vaste waarde is.
Als stemactrice verleende ze haar stem aan verschillende Disneyfilms waaronder Mary Poppins Returns, Frozen II en Mufasa: The Lion King en sprak ze tal van reclamespots in voor radio en televisie (onder andere voor Garnier, L'Oréal, Coca Cola, Flair, Hoogstraten aardbeien en Telenet).
In de zomer van 2024 deelde ze het podium met de Scaletta kids tijdens enkele optredens.

## Theater/musical
| Jaar | Productie                             | Producent              | Rol                         |
| ---- | ------------------------------------- | ---------------------- | --------------------------- |
| 2025 | Coiffeur van het verzet               | Sven de ridder company | Josfien                     |
| 2025 | Wakers Van De Wijk                    | Sven de ridder company | Renee                       |
| 2024 | Christmas Comeback                    | Sven de ridder company | Guusje                      |
| 2024 | Hoog In De Lucht                      | Sven de ridder company | Lotte                       |
| 2024 | Achter De Schermen                    | EWT                    | Emma                        |
| 2023 | Secret Santa                          | Sven de ridder company | Jeniffer                    |
| 2023 | Aangespoeld                           | Sven de ridder company | Fleur                       |
| 2023 | Rapunzel                              | Deep Bridge            | prinses Miranda             |
| 2023 | Mannen Van De Golf                    | Sven de ridder company | Sien                        |
| 2022 | Proper Lakens                         | Sven de ridder company | Suzy                        |
| 2021 | Robin Hood & Ik                       | Deep Bridge            | Sherrifin van Nottingham    |
| 2020 | Mamma Mia                             | Deep Bridge            | Ensemble                    |
| 2020 | Sneeuwwitje                           | Deep Bridge            | Frida                       |
| 2019 | Kerstmis Den Boom In                  | Sven de ridder company | Shania                      |
| 2019 | 't Groot Lot                          | De Komedie Compagnie   | Sylvie                      |
| 2019 | Stepping Out                          | EWT                    | Lindsy                      |
| 2019 | Assepoester                           | Deep bridge            | Fien                        |
| 2018 | Ene Gast, Twee Bazen                  | De Komedie Compagnie   | Dolly                       |
| 2018 | Er Was Eens                           | Deep bridge            | Heks                        |
| 2018 | Doornroosje                           | Deep bridge            | Fien                        |
| 2018 | Die Van Mij Snurkt                    | echt Antwaarps teater  | Ursula                      |
| 2017 | The Rocky Horror Show                 | Deep bridge            | Magenta                     |
| 2017 | Rapunzel                              | Music Hall             | Fien                        |
| 2016 | Ik Werk Met Mijn Ellebogen            | echt Antwaarps teater  | Marie-Paul                  |
| 2016 | Viva Minerva                          | Het achterland         | Valerie                     |
| 2015 | Piaf De Musical                       | Music Hall             | Madeleine                   |
| 2014 | '14-'18                               | Studio 100             | Ensemble, Céline            |
| 2013 | Assepoester Het Tamelijk Ware Verhaal | Music Hall             | De lieve moeder             |
| 2013 | Ik Wil Je! De Musical                 | Toneelgroep Tros       | Suzanne                     |
| 2012 | Domino                                | VTM                    | Veerle, Alternate Dominique |
| 2011 | Fiddler On The Roof                   | Music Hall             | Ensemble                    |

## Film
| Jaar      | Film                                         | Rol                         |
| --------- | -------------------------------------------- | --------------------------- |
| 2024      | Mufasa: The Lion King                        | Sarabi (Stem)               |
| 2024      | Sonic the Hedgegog 3                         | (Stem)                      |
| 2021      | Tom & Jerry                                  | Preeta (Stem)               |
| 2021      | Space Jam een nieuw begin                    | (Stem)                      |
| 2021      | Red Sandra                                   | Secretaresse                |
| 2020      | Pinocchio                                    | Blauwe Fee (Stem)           |
| 2019      | Geheim Agent Roekeloos                       | (Stem)                      |
| 2019      | Frozen II                                    | Iduna (Stem)                |
| 2019      | The Lego Movie 2: The Second Part            | Generaal Chaos (Stem)       |
| 2019      | Pokemon Detective Pikachu                    | Dr Ann Laurent (Stem)       |
| 2019      | SamSam                                       | (Stem)                      |
| 2018      | Mary Poppins Returns                         | Mary Poppins (Stem)         |
| 2017      | Het tweede gelaat                            | Verpleegster ziekenwagen    |
| 2016      | Meneer pluizenbol                            | Reporter, GPS (Stem)        |
| 2015      | Lee & Cindy C.                               | Gwen                        |
| 2015      | Tinker Bell and the Legend of the NeverBeast | Morga, Verteller (Stem)     |
| 2014      | Tinker Bell and The Pirate Fairy             | Song: Wie ik werkelijk ben  |
| 2013-2023 | De Club van Sinterklaas                      | Danspiet (Stem)             |
| 2012      | Glitter Force                                | Chloe/ Glitter Blauw (Stem) |
| 2011      | Alvin and the Chipmunks 3                    | (Stem)                      |
| 2010-2014 | Alpha and Omega 1,2 en 3                     | Claws,Kate (Stem)           |

## Televisie
| Jaar | Programma                                                  | Rol                      |
| ---- | ---------------------------------------------------------- | ------------------------ |
| 2024 | Lou!                                                       | Winkelverkoopster (Stem) |
| 2023 | Fair Trade                                                 | mevrouw Kluitman         |
| 2023 | Coop Troep                                                 | Kameleon Esther (Stem)   |
| 2021 | Lisa                                                       | Zoë Danton               |
| 2019 | Bed and Biscuit                                            | (Stem)                   |
| 2019 | Greenhouse                                                 | (Stem)                   |
| 2019 | Spellkeepers                                               | (Stem)                   |
| 2017 | Lucas En zo                                                | Sarah (Stem)             |
| 2017 | Allemaal Chris                                             |                          |
| 2017 | Achter de schermen bij de ridders van de ronde keukentafel | Voice over               |
| 2016 | Vermist                                                    | Eline Goossens           |
| 2015 | Nachtwacht                                                 | de Sirene                |
| 2013 | Zone Stad                                                  | Marie Degreef            |
| 2012 | Bergica                                                    |                          |

## Reclamespots radio en TV
Garnier, L’Oréal, Aquarius, Coca Cola, San Peligrino, Disneyland, Torfs schoenen, Batibouw, Dreft, Calgon, Decathlon, Libelle, Flair, Shoestring, Hoogstraten aardbeien, KBC, Fortis, Proximus, Fanta, Vistaprint, Carpetright, Nesivine, La Laitière, Telenet, DVV verzekeringen, San Peligrino, Mobicar, Nurofen, Lays, Forcapil, Fuse Tea, Starbucks, Aquarius, Bécel Pro Activ